# María Antonia Avilés Perea
María Antonia Avilés Perea (Múrcia, 28 de juny de 1944) és una política espanyola. És llicenciada en ciències econòmiques i empresarials per la Universitat Complutense de Madrid i diplomada en francès per l'Escola Oficial d'Idiomes de Saragossa.
De 1979 a 1983 fou regidora de l'ajuntament de Saragossa per la Unió de Centre Democràtic (UCD). Després de l'ensulsiada del seu partit ingressà al Partit Popular, en el que ha estat secretària d'Estudis i Programes i Membre del Comitè Regional d'Aragó. Fou escollida diputada a les eleccions al Parlament Europeu de 1999. De 1999 a 2004 fou membre de la Comissió de Drets de la Dona i Igualtat d'Oportunitats del Parlament Europeu i de la Delegació per a les Relacions amb el Consell Legislatiu Palestí.
De 2004 a 2007 va ser membre del Consell d'Administració de la Corporació Aragonesa de Ràdio i Televisió i fou escollida diputada a les eleccions a Corts d'Aragó de 2007, on ha estat membre de la Comissió de Ciència, Tecnologia i Universitat de les Corts d'Aragó. A les eleccions a Corts de 2011 no fou reescollida.